# Heuksando
Heuksando ist eine südkoreanische Insel und Teil eines Archipels im Gelben Meer 92,7 km südwestlich der Küste bei der Stadt Mokpo, Jeollanam-do, Südkorea, von wo sie mit einer Fähre zu erreichen ist. Die Insel umfasst 19,7 km² und hat mehrere Berge: Munamsan (etwa 400 m), Gitdaebong (ca. 378 m), Seonyubong (300 m), Sangrabong (227 m) und Chillaksan (272 m). Sie liegt seit 1969 im Verwaltungsgebiet des Bezirks Sinan. Auf der Insel wohnen 4365 Einwohner (2016) in mehreren entlang einer Ringstraße erreichbaren Dörfern, (vom Hafen ausgehend): Yeri, Jinri, Mari, Biri, Simri und Sari.
Yeri war von 1916 bis zur Einstellung 1986 der Hauptort für den Walfang (대흑산도 포경근거지). Seit Oktober 2010 existiert ein kleiner Park zur Erinnerung an den Walfang in Yeri.
Heuksando ist von mehreren kleineren Inseln umgeben, 10 unbewohnten und 89 bewohnten. Sie ist mit ihnen Bestandteil des Dadohaehaesang-Nationalparks.

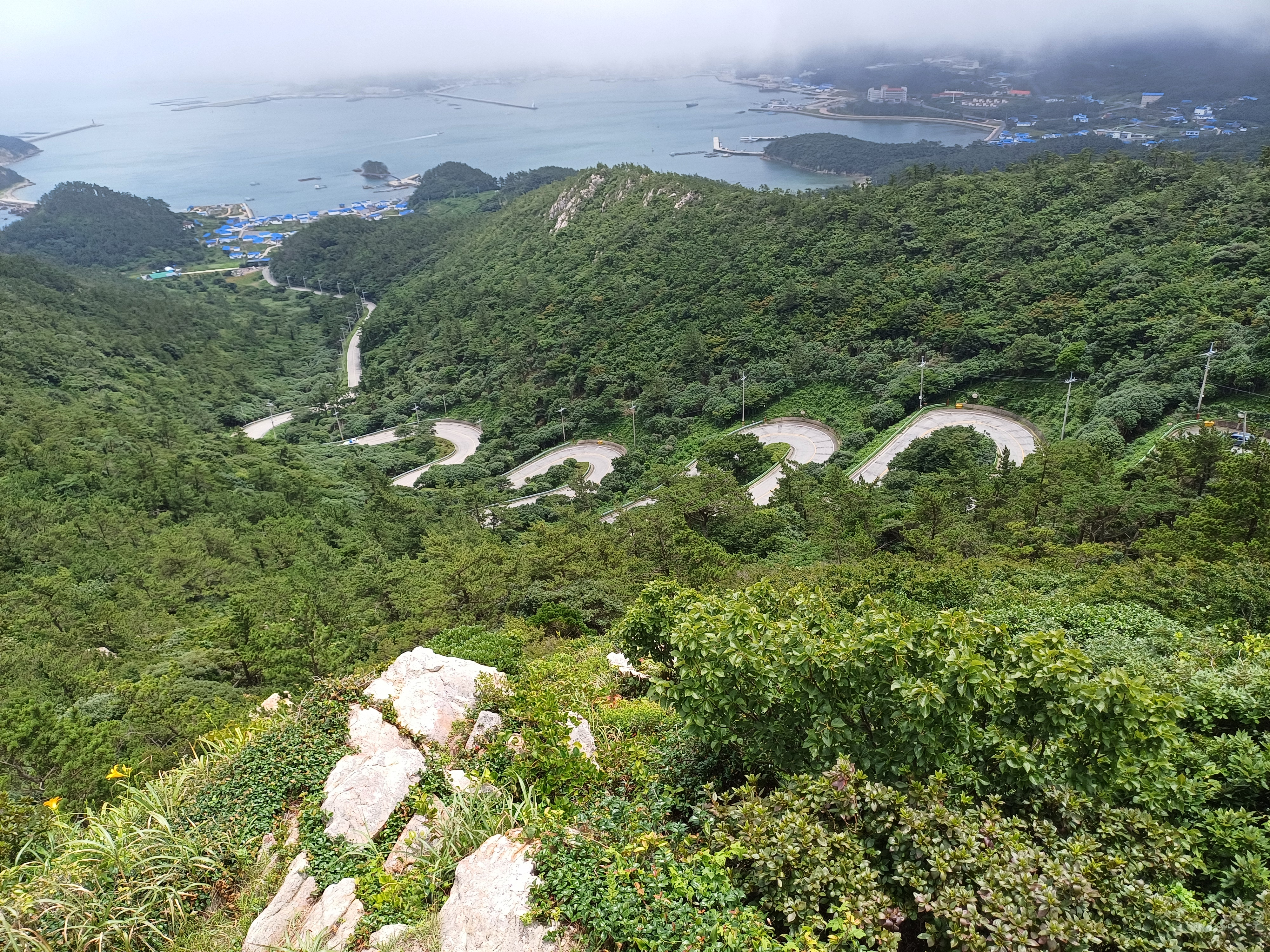
Serpentinen-Straße mit Jinri im Hintergrund

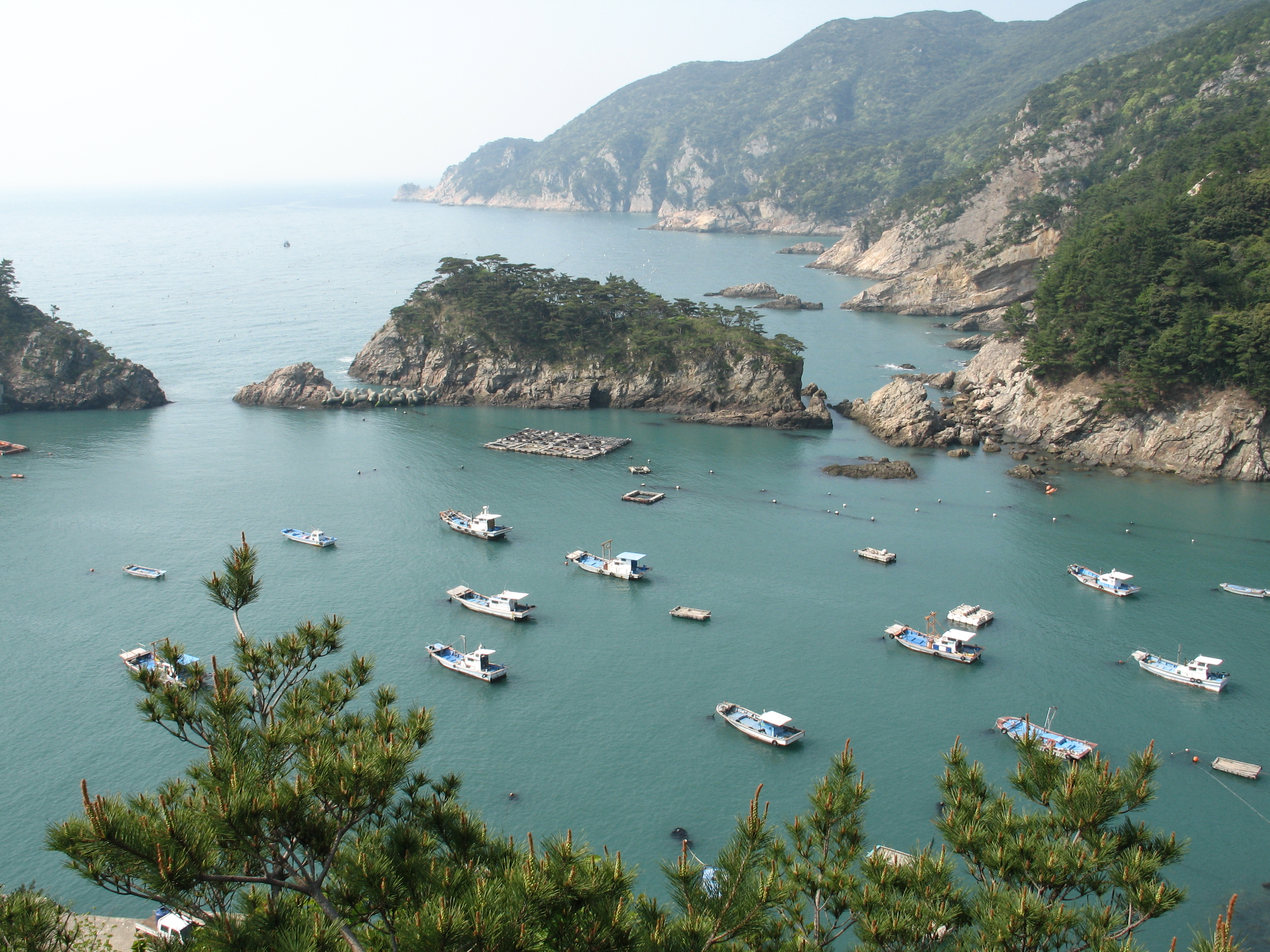
Heuksan-do